# Álvaro Carreras
Álvaro Fernández Carreras (* 23. března 2003) je španělský profesionální fotbalista, který hraje na pozici levého obránce za klub Real Madrid.

## Klubová kariéra
Carreras se narodil ve Ferrolu a svou kariéru zahájil v Galicii de Caranza, než v roce 2007 přestoupil do svého mateřského klubu Racing de Ferrol. Během svého působení v klubu hrál jako útočník a v mládežnických kategoriích vstřelil 100 gólů za sezónu. V roce 2012 přestoupil do mládežnických kategorií Deportivo de La Coruña, kde byl převeden na pozici levého obránce, než v roce 2017 přestoupil do Realu Madrid U13.

### Manchester United
Carreras podepsal čtyřletou smlouvu s anglickým klubem Manchester United v září 2020, přičemž o něj projevily zájem i další evropské kluby, jako Barcelona nebo Manchester City. S tréninkem s prvním týmem začal v počátečních fázích sezóny 2021/22.
Carreras byl v prvním roce v Manchesteru United pravidelným hráčem týmu do 23 let, odehrál 20 ligových zápasů a jeden v EFL Trophy, stejně jako sedm za tým do 18 let a dva v FA Youth Cupu. Poté odehrál v sezoně 2021/22 21 zápasů v lize, všechny v základní sestavě, a také hrál ve všech třech zápasech EFL Trophy a šesti z sedmi v Juniorské lize UEFA. Svou první nominaci do prvního týmu Manchesteru United dostal v dubnu 2022, kdy byl zařazen na lavičku pro domácí ligový zápas proti Chelsea. Byl také zařazen na lavičku proti Brighton & Hove Albion.
Dne 11. května 2022 byl Carreras jmenován hráčem roku Manchesteru United U23. Z klubu odešel v roce 2024, dříve než stihl debutovat v seniorském týmu.

#### Hostování v Prestonu North End
Dne 26. července 2022 přestoupil Carreras na hostování do klubu Preston North End na sezónu 2022/23. Debutoval 30. července 2022, když nastoupil jako náhradník v 72. minutě za Robbieho Bradyho při venkovní remíze 0:0 s Wigan Athletic.

#### Hostování v Granadě
Dne 1. září 2023 přestoupil Carreras na roční hostování do klubu Granada CF. Dne 14. ledna 2024 byl Manchesterem United povolán zpět.

### Benfica
Dne 17. ledna 2024 zapůjčil Manchester United Carrerase do Benfiky na zbytek sezóny 2023/24. Ve smlouvě byla zahrnuta výkupní klauzule, která se podle zpráv pohybovala kolem 6 milionů eur, jež se stala povinnou, pokud by nastoupil v 50 % zbývajících zápasů Benfiky během doby hostování.
Sedm dní poté Carreras za Benfiku debutoval, když nastoupil jako náhradník ve druhém poločase semifinále Taça da Liga proti Estorilu; zápas skončil 1:1, přičemž Benfica byla následně vyřazena po penaltovém rozstřelu. Dne 4. února si odbyl svůj debut v Primeira Lize, když přišel na hřiště místo Morata během druhého poločasu při vítězství 3:0 nad Gil Vicente na Estádio da Luz.
Dne 26. května 2024 Manchester United oznámil, že Benfica uplatnila opci na koupi za 6 milionů eur, která zahrnovala potenciální bonusy ve výši 3 miliony eur. Carreras následně podepsal novou smlouvu s Benfikou do roku 2029.

### Real Madrid
Dne 14. července 2025 se Carreras vrátil do Realu Madrid, když podepsal smlouvu se svým mládežnickým klubem na šest let, která byla údajně v hodnotě 50 milionů eur.

## Reprezentační kariéra
Carreras hrál mládežnický mezinárodní fotbal za Španělsko na úrovních do 19 a do 21 let. Za tým do 19 let debutoval 26. října 2021, kdy se dostal do základní jedenáctky v přátelském zápase proti Izraeli.

## Statistiky

### Klubové
Platí k zápasu hranému 20. června 2025.
| Klub                          | Sezóna            | Liga              | Liga   | Liga | Národní pohár | Národní pohár | Ligový pohár | Ligový pohár | Kontinentální | Kontinentální | Ostatní | Ostatní | Celkově | Celkově |
| Klub                          | Sezóna            | Soutěž            | Zápasy | Góly | Zápasy        | Góly          | Zápasy       | Góly         | Zápasy        | Góly          | Zápasy  | Góly    | Zápasy  | Góly    |
| ----------------------------- | ----------------- | ----------------- | ------ | ---- | ------------- | ------------- | ------------ | ------------ | ------------- | ------------- | ------- | ------- | ------- | ------- |
| Manchester United U21         | 2020/21           | —                 | —      | —    | —             | —             | —            | —            | —             | —             | 1       | 0       | 1       | 0       |
| Manchester United U21         | 2021/22           | —                 | —      | —    | —             | —             | —            | —            | —             | —             | 3       | 0       | 3       | 0       |
| Manchester United U21         | Celkově           | Celkově           | —      | —    | —             | —             | —            | —            | —             | —             | 4       | 0       | 4       | 0       |
| Preston North End (hostování) | 2022/23           | EFL Championship  | 39     | 0    | 2             | 0             | 1            | 0            | —             | —             | —       | —       | 42      | 0       |
| Granada (hostování)           | 2023/24           | La Liga           | 13     | 0    | 1             | 0             | —            | —            | —             | —             | —       | —       | 14      | 0       |
| Benfica (hostování)           | 2023/24           | Primeira Liga     | 11     | 1    | 1             | 0             | 1            | 0            | 3             | 0             | —       | —       | 16      | 1       |
| Benfica                       | 2024/25           | Primeira Liga     | 32     | 3    | 5             | 0             | 3            | 1            | 10            | 0             | 2       | 0       | 52      | 4       |
| Benfica                       | Celkově           | Celkově           | 43     | 4    | 6             | 0             | 4            | 1            | 13            | 0             | 2       | 0       | 68      | 5       |
| Real Madrid                   | 2025/26           | La Liga           | 0      | 0    | 0             | 0             | —            | —            | 0             | 0             | 0       | 0       | 0       | 0       |
| Celkově v kariéře             | Celkově v kariéře | Celkově v kariéře | 95     | 4    | 9             | 0             | 5            | 1            | 13            | 0             | 6       | 0       | 128     | 5       |

## Úspěchy
Benfica
- Taça da Liga: 2024/25

Individuální
- Hráč roku rezervy Manchesteru United: 2021/22
- Mladý hráč roku Prestonu North End: 2022/23
- Tým roku Primeira Ligy: 2024/25